# Heinrich Höpfner

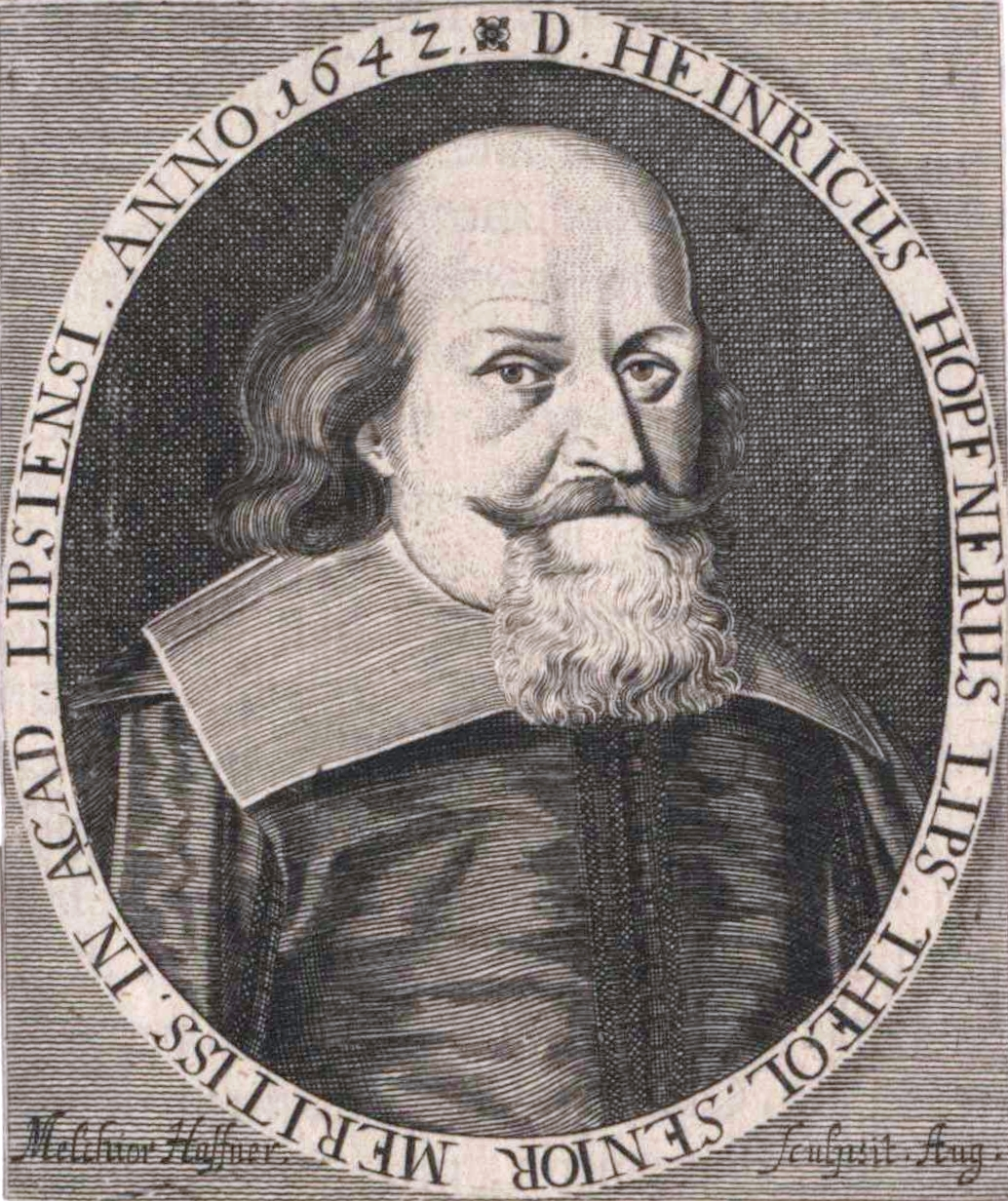
Heinrich Höpfner, Stich von Melchior Haffner

Heinrich Höpfner (auch: Henricus Höpffner, Höpfnerus; * 29. November 1582 in Leipzig; † 10. Januar 1642 in Leipzig) war ein deutscher evangelisch-lutherischer Theologe.

## Leben
Heinrich wurde als Sohn des gleichnamigen Predigers am St. Georgsstift in Leipzig Heinrich Höpfner (* Arnstadt; † 1584) und dessen Frau Anastasia Einwangen, der Tochter des Diakons in Gera Friedrich Einwangen geboren. Da er seinen Vater frühzeitig verloren hatte, wurde er durch seinen Stiefvater, dem Pfarrer in Eilenburg, Andreas Schreiber erzogen. 1588 besuchte er die Schule in Delitzsch und ab dem 20. Mai 1595 die kurfürstlich sächsische Landesschule St. Afra in Meißen, welche unter der Leitung des damaligen Rektors Daniel Menius und Konrektors Michael Rackelmann. Mit 19 Jahren gelangte er an ein Stipendium der Lehrer der Landesschule und begann im Sommersemester 1601 seine Studien an der Universität Leipzig. Hier wurden zunächst an der philosophischen Fakultät Johannes Neldel, Johann Albinus (* Coburg; † 1607) und Johann Friderich seine Lehrer. So angeleitet avancierte er am 2. Oktober 1602 zum Baccalaurus der philosophischen Wissenschaften und erwarb sich am 24. Januar 1605 den Magistergrad der Philosophie. Nebenbei hatte er an der theologischen Fakultät die Vorlesungen von Zacharias Schilter, Burchard Harbart, Cornelius Becker und Vincentius Schmuck frequentiert und wurde besonders durch den Theologen Johann Mühlmann unterstützt.
Nach dem Auslaufen seines Stipendiums wurde er in die philosophische Fakultät habilitiert, 1609 Assessor (Adj.) daselbst und übernahm nach dem Tod von Neldel 1612 die Professur für aristolische Logik an der Leipziger Hochschule. Am 7. Juni 1613 wurde er Baccalaurus der Theologie und besuchte kurzzeitig ab dem 24. Februar 1615 theologische Vorlesungen an der Universität Wittenberg. Nachdem er im Sommersemester 1614 Dekan der philosophischen Fakultät geworden war, sich als Theologe in Leipzig einen Namen gemacht hatte, übertrug man ihm, nach dem Tod von Georg Weinrich, am 30. Juni 1617 die vierte ordentliche Professur an der theologischen Fakultät der Leipziger Hochschule. Um den Anforderungen eines Doktorvaters gerecht zu werden, erwarb er sich am 18. September 1617 das Lizentiat der Theologie und promovierte am 6. November 1617 an der Universität Jena zum Doktor Theologie. Mit der Übernahme der theologischen Professur übertrug man ihm zugleich die Aufsicht als Inspektor (Ephorus) der kurfürstlichen Stipendiaten. 1621 stieg er in die dritte ordentliche Professur auf und wurde damit verbunden 1623 Domherr in Zeitz. Mit der Übernahme der zweiten theologischen Professur 1628 wurde er am 8. Februar 1628 Domherr in Meißen, Decemvier der Universität und Assessor am Konsistorium in Leipzig. Am 17. Juni 1633 erlangte er die erste theologische Professur in Leipzig, wurde im selben Jahr Senior der theologischen Fakultät, Senior der Meißnerischen Nation und Mitglied im Großen Fürstenkollegium.
Während seiner Zeit erwarb er sich bedeutendes Ansehen als Autor, dessen Vorlesungen auch von den älteren Kollegen geschätzt wurden. Mit Johann Gerhard und Johann Meisner war er freundschaftlich verbunden und war in die geistlich-wissenschaftlichen Bewegungen seiner Zeit involviert. Dazu nahm er 1621 an einem Zusammentreffen der sächsischen Theologen teil, welches Matthias Hoë von Hoënegg in Jena initiiert hatte. Dabei wurde die Marschrichtung der lutherischen Orthodoxie gegen Georg Calixt und die Universität Helmstedt beraten, die nicht positiv für den Helmstedter Professor ausfielen. Im Synkretistischen Streit wurde er als gemäßigter Lutheraner beauftragt, als Ankläger gegen Calixt aufzutreten. Daraufhin hat er am 17. Mai 1641 ein ausführliches Schreiben an Calixt gesendet, in welchem er ihn ermahnt, seine missverständlichen Äußerungen, dass gute Werke zur Seligkeit notwendig seien, zu Gunsten des Friedens unter den Evangelischen unterlassen sollte. Daraufhin antwortete Calixt in längeren Ausführungen.
Zudem beteiligte sich Höpfner auch an den organisatorischen Aufgaben der Leipziger Hochschule. So war er 1624, 1634 und 1640 Prokanzler der Leipziger Alma Mater. Deren Geschicke lenkte er im Wintersemester 1621 als Rektor der Bildungseinrichtung. In den Jahren 1619 (Wint.-Sem.), 1622 (Som.-Sem), 1625 (Som.-Sem.), 1628 (Wint.-Sem.), 1630 (Wint.-Sem.), 1633 (Wint.-Sem.), 1636 (Som.-Sem.), 1639 (Wint.-Sem) fungierte er als Dekan der theologischen Fakultät. 1630 übernahm er die Leitung der Leipziger Universitätsbibliothek und hinterließ ein Stiftungslegat für Theologiestudenten.

## Familie
Höpfner war zwei Mal verheiratet. Seine erste Ehe schloss er am 16. Oktober 1620 in Leipzig mit Veronika Jordan (* 2. Februar 1606 in Leipzig; † 17. Februar 1624 in Leipzig), der einzigen Tochter des Bürgers und Kaufmanns Hieronymus Jordan und dessen Frau Rebecca Badehorn, der Tochter des Leonhard Badehorn. Aus der Ehe gingen drei Söhne hervor. Von diesen kennt man Heinrich Höpfner, Heinrich Sigismund Höpfner und Gottfried Höpfner (* & † 1624). Nach dem Tod seiner ersten Frau verlobte er sich am 28. November 1633 erneut und heiratete am 28. Januar 1634 Maria Badehorn (* 29. November 1589 in Bautzen; † 10. Dezember 1641 in Leipzig), die Witwe des Gedeon Hanemann. Diese Ehe blieb kinderlos.

## Werke
- Oratio de Laudibus Logicae Aristotelicae, Leipzig 1612
- Commentarum in Organum Aristotelis, Leipzig 1620
- Saxonia Euangelica, Saxoniae Pseudocatholicae, D. Petri Cutsemii, Presbyteri, Canonici & Chori-episcopi Coloniensis, Ad mandatum peculiare Serenißimi Electoris Saxoniae, Opposita & conscripta, Leipzig 1625
- Commentarius in priorum analyticorum Aristotelis Libros II, Leipzig 1628
- Oratio de Vita Balthasar Meisneri, Leipzig 1627
- Isagoge ad salutarem Vsum Coenae Domini, Leipzig 1646
- Commentar. In Micham, Habacuc & in Psalter 90 & 91
- Disputatio Theol. Collegium Biblicum in quatuor priores Fidei articulos ad ordinem hortuli Biblici Seberani
- 12 Disputationes de justificatione hominis peccatoris coram Deo, Leipzig 1639, 1653, 1728